# Hakea bucculenta
Hakea bucculenta és una espècie d'angiosperma de la família de les proteàcies (Proteaceae) endèmica d'Austràlia. Creix en afloraments, ocupant turons rocosos, en àrees de l'est d'Austràlia a Austràlia Occidental. Les seves fulles estan distribuïdes en forma d'espiral i les flors creixen en densos caps florals variables, globoses o cilíndriques de color cremós. El nom comú en anglès és "red pokers" que significa atiador vermell o atiador del foc. Pel que fa al seu estat de conservació, no es considera una espècie en perill d'extinció.

## Descripció
Hakea bucculenta és un arbust o petit arbre de fins a 4 metres d'alçada. Les fulles són de tipus linear de 150 mm de llarg per 3 mm d'ample. L'espècie és similar a Hakea francisiana i Hakea multilineata i totes tres tenen requisits de cultiu bastant similars.
Les flors se situen en llargues inflorescències en forma de raïm d'uns 150 mm de llarg que surten de les aixelles de les fulles des de la tardor fins a la primavera. Són d'un vermell ataronjat. Tot i que les flors creixen entre les fulles, el seu port obert les fa molt visibles i els permet cridar l'atenció.
Les flors són seguides per beines llenyoses de llavors d'uns 20 mm de llarg que contenen dues llavors alades que és el nombre habitual per a les plantes del gènere Hakea. No llancen les llavors fins que no són estimulats per factors ambientals com per exemple, l'escalfor que pot causar un incendi.

## Cultiu
Aquesta espècie ha estat cultivada durant molts anys, però és sobretot adequat per a zones de baixa humitat de l'estiu. A les zones humides pot créixer amb èxit des de fa alguns anys, però pot col·lapsar durant la nit. L'espècie és tolerant a gelades moderades i les flors són atractives per aquelles aus que també s'alimenten de nèctar i pol·len. L'espècie creix i floreix millor en un molt bon drenatge, en llocs assolellats però tolerarà una mica d'ombra.

## Etimologia
- Hakea: el nom genèric és en referència a Baron Christian Ludwig von Hake (1745 - 1818), va ser un horticultor alemany, un dels patrons de la botànica.[4]
- bucculenta: epítet específic que significa, "tenir galtes plenes", en referència a la forma inflada de les beines de les llavors.[5]